# Homo erectus
Homo Erectus („Omul drept”, „Omul în picioare”) este o specie extinctă de om arhaic robust care a trăit acum 2 milioane de ani în urmă (Pleistocen) și a dispărut acum aproximativ 117.000 de ani. Exemplarele Homo erectus  sunt printre primii membri recognoscibili ai genului Homo. A fost primul strămoș uman care s-a răspândit în întreaga Lume Veche, având o distribuție în Eurasia care se întindea de la Peninsula Iberică până la Java. Populațiile africane de H. erectus sunt probabil strămoșii direcți ai mai multor specii umane, cum ar fi H. heidelbergensis și H. antecessor, primul fiind considerat în general că a fost strămoșul direct al Neanderthalienilor și Denisovenienilor, și uneori și al oamenilor moderni. Populațiile asiatice de H. erectus pot fi ancestrale pentru H. floresiensis  și posibil pentru H. luzonensis. Momentul dispariției lui H. erectus este o chestiune de dispută. Există, de asemenea, mai multe subspecii propuse cu niveluri diferite de recunoaștere. Ultima înregistrare cunoscută de morfologie recognoscibilă H. erectus este specimenul Omul de Solo din Java, în urmă cu aproximativ 117–108.000 de ani.
H. erectus avea un mers și proporții ale corpului asemănătoare omului și a fost prima specie umană care a prezentat o față plată, un nas proeminent și, posibil, o acoperire rară cu păr a corpului. Capacitatea creierului a variat mult în funcție de populație, de la 546 la 1.251 cm3 iar dimensiunea maximă a creierului a fost probabil atinsă la începutul vieții, sugerând o copilărie mai scurtă și îngrijirea părintească mai puțină decât la oamenii moderni. Dimensiunile au variat, de asemenea, de la 146–185 cm înălțime și 40–68 kg în greutate. Este posibil ca bărbații și femeile H. erectus să aibă aproximativ aceeași dimensiune (prezintă dimorfism sexual redus) ca oamenii moderni, ceea ce ar putea indica monogamie în conformitate cu tendințele generale expuse la primate. Culoarea pielii poate varia în funcție de zonă.
H. erectus este asociat cu industria uneltelor de piatră Acheuleană și se crede că a fost cel mai vechi strămoș uman capabil să folosească focul, să vâneze și să se adune în grupuri coordonate, să îngrijească membrii răniți sau bolnavi ai grupului, să navigheze și, posibil, să facă artă. Site-urile arată în general consumul de animale mijlocii până la mari, cum ar fi bovine sau elefanți, iar o dependență mare de carne este asociată cu creșterea dimensiunii creierului. Deși grupurile erau mai sociale decât speciile strămoșilor, nu este clar dacă H. erectus a fost capabil din punct de vedere anatomic de vorbire, deși se acceptă că au comunicat folosind un anumit proto-limbaj.

## Taxonomie

### Nume

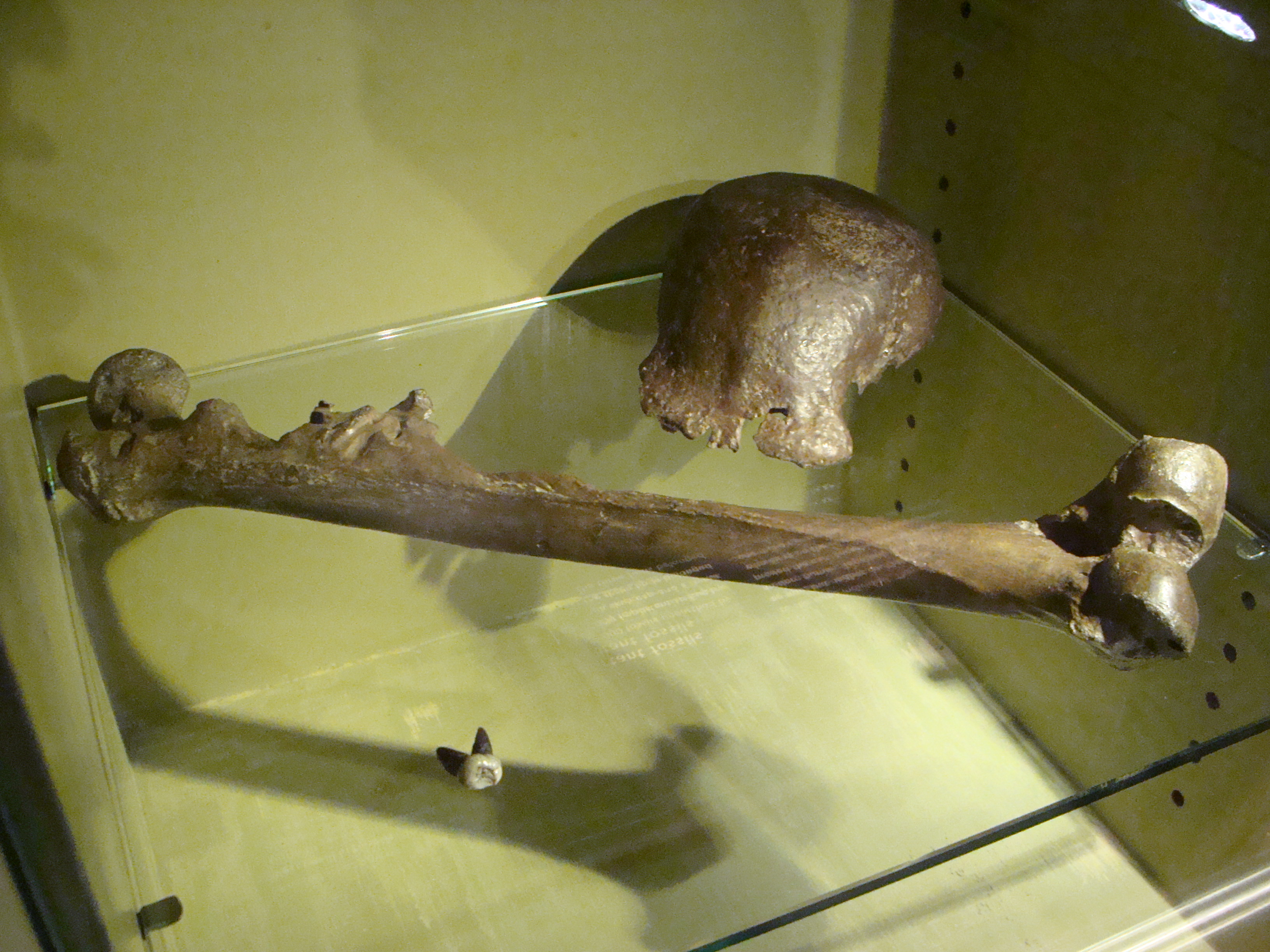
Omul din Java

Primele rămășițe, Omul din Java, au fost descrise de anatomistul olandez Eugène Dubois în 1893, care și-a propus să caute „veriga lipsă” dintre maimuțe și oameni în Asia de sud-est, deoarece el credea că gibonii sunt cele mai apropiate rude vii ale oamenilor în conformitate cu ipoteza „În afara Asiei”. H. erectus a fost primul hominin fosil găsit ca urmare a unei expediții dirijate.
Excavat de pe malul râului Solo la Trinil, Java de Est, el a fost alocat inițial unui gen de cimpanzei fosili ca Anthropopithecus erectus, apoi în anul următor a fost atribuit unui nou gen ca Pithecanthropus erectus (numele genului fusese inventat de Ernst Haeckel în 1868 pentru legătura ipotetică dintre oameni și maimuțele fosile). Numele speciei erectus a fost dat deoarece femurul a sugerat că Omul din Java a fost biped. Cu toate acestea, puțini oameni de știință l-au recunoscut ca o „verigă lipsă” și, în consecință, descoperirea lui Dubois a fost în mare parte ignorată.
În 1921, Johan Gunnar Andersson a descoperit doi dinți în Zhoukoudian, China, care au provocat un interes larg mediatizat. Atunci când a descris dinții, Davidson Black a numit o nouă specie Sinanthropus pekinensis din greaca veche Σίνα sino- „China“ și latinescul  pekinensis „din Peking“. Săpăturile ulterioare au descoperit aproximativ 200 de fosile umane de la peste 40 de indivizi, inclusiv cinci capace craniene aproape complete. Aproape toate specimenele originale au fost pierdute în timpul celui de-Al Doilea Război Mondial în timpul unei încercări de a le scoate din China pentru a le păstra în siguranță. Totuși, copii realizate de Weidenreich există la Muzeul American de Istorie Naturală din New York și la Institutul de Paleontologie și Paleoantropologie al Vertebratelor din Beijing.
Asemănările dintre Omul din Java și Omul Peking l-au determinat pe Ernst Mayr să le redenumească pe amândouă drept Homo erectus în 1950. De-a lungul secolului XX, antropologii au dezbătut rolul lui H. erectus în evoluția umană. La începutul secolului, datorită în parte descoperirilor de la Java și Zhoukoudian, credința că oamenii moderni au evoluat pentru prima dată în Asia a fost larg acceptată. Câțiva naturaliști – Charles Darwin cel mai proeminent dintre ei – au teoretizat că primii strămoși ai oamenilor erau africani. Darwin a subliniat că cimpanzeii și gorilele, cele mai apropiate rude ale oamenilor, au evoluat și există doar în Africa.

### Evoluție

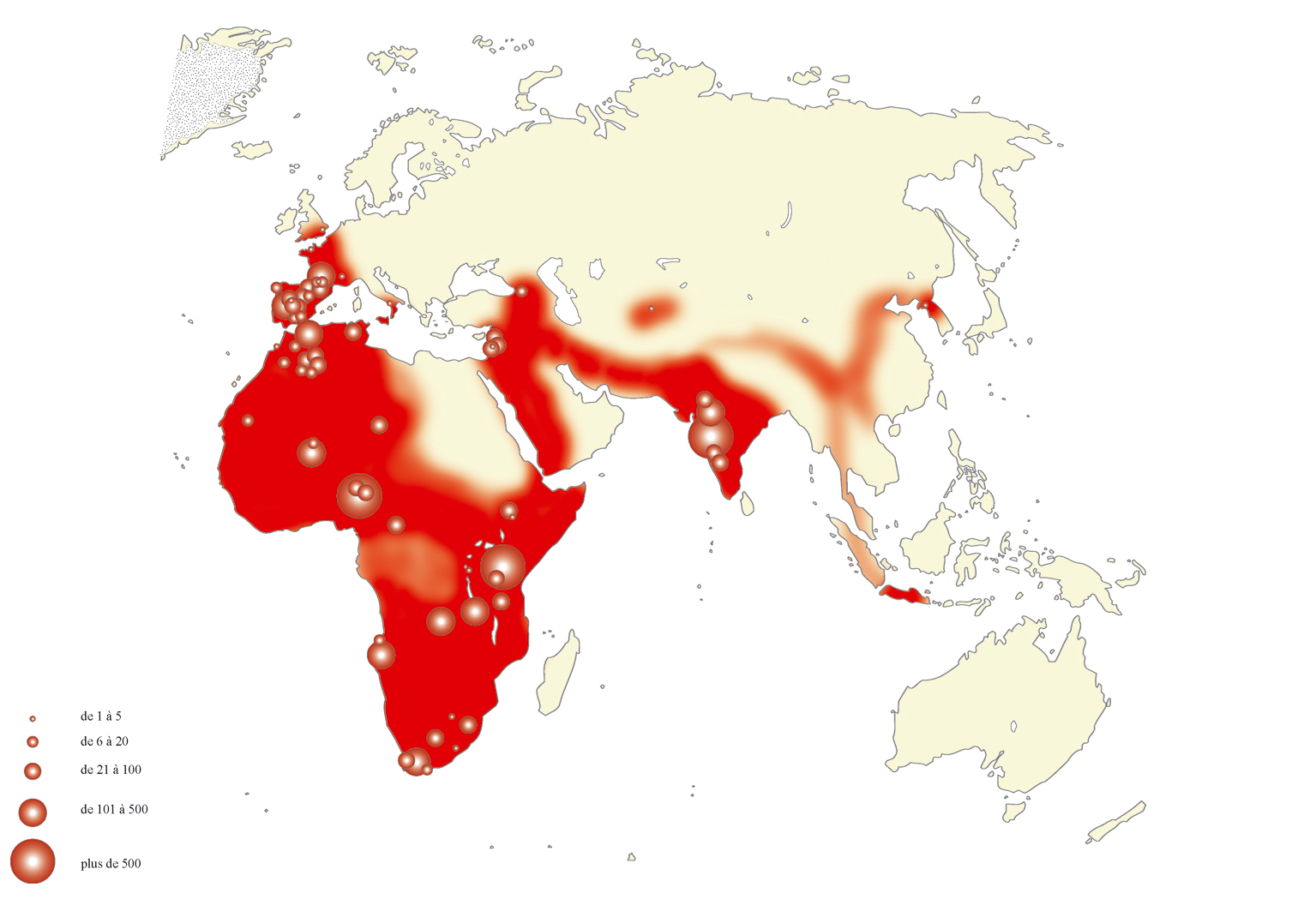
Harta de distribuție a descoperirilor de topoare din Pleistocenul mijlociu (Acheulean)

S-a propus că H. erectus a evoluat din H. habilis acum aproximativ 2 milioane de ani, deși acest lucru a fost pus în discuție deoarece au coexistat cel puțin o jumătate de milion de ani. Alternativ, un grup de H. habilis ar fi putut fi izolat reproductiv și numai acest grup s-a dezvoltat în H. erectus (cladogeneză).
Deoarece cele mai vechi rămășițe de H. erectus se găsesc atât în Africa, cât și în Asia de Est (în China încă de acum 2,1 milioane de ani, în Africa de Sud 2,04 milioane de ani), se dezbate unde a evoluat H. erectus. Un studiu din 2011 a sugerat că H. habilis a ajuns în Asia de Vest din Africa, că H. erectus timpuriu s-a dezvoltat acolo și apoi s-ar fi dispersat din Asia de Vest în Asia de Est (Omul Peking), Asia de Sud-Est (Omul din Java), înapoi în Africa (Homo ergaster) și în Europa (Omul Tautavel), în cele din urmă evoluând în oameni moderni în Africa. Alții au sugerat că H. erectus/H. ergaster s-a dezvoltat în Africa, unde în cele din urmă a evoluat în oameni moderni.
H. erectus a ajuns la Sangiran, Java, acum 1,6 milioane de ani, iar un al doilea și distinct val de H. erectus colonizase Zhoukoudian, China, acum aproximativ 780.000 de ani. Dinții de la Sangiran sunt mai mari și mai asemănători cu cei primari (ancestrali) occidentali de H. erectus și H. habilis decât cu cei de la Zhoukoudian. Cu toate acestea, dinții Sangiran mai târziu par să-și reducă dimensiunea, ceea ce ar putea indica un eveniment secundar de colonizare a Java de către Zhoukoudian sau o populație strâns legată.

### Subspecii
- Homo erectus bilzingslebenensis (0,37 Ma)
- Homo erectus erectus (Omul din Java, 1,6–0,5 Ma)
- Homo erectus ergaster (1,9–1,4 Ma)
- Homo erectus georgicus (1,8–1,6 Ma)
- Homo erectus lantianensis (Omul Lantian, 1,6 Ma)
- Homo erectus nankinensis (Omul Nanjing, 0,6 Ma)
- Homo erectus pekinensis (Omul Peking, 0,7 Ma)
- Homo erectus soloensis (Omul Solo, 0,546–0,143 Ma)
- Homo erectus tautavelensis (Omul Tautavel, 0,45 Ma)
- Homo erectus yuanmouensis (Omul Yuanmou)

„Omul Wushan” a fost propus ca Homo erectus wushanensis, dar acum se crede că se bazează pe fragmente fosilizate ale unei maimuțe extincte non-hominină.
De la descoperirea sa în 1893 (Omul din Java), a existat o tendință în paleoantropologie de reducere a numărului de specii propuse de Homo, până la punctul în care H. erectus include toate formele timpurii (Paleoliticul inferior) de Homo derivate suficient de la H. habilis și distincte de H. heidelbergensis timpuriu (în Africa cunoscut ca H. rhodesiensis). Este uneori considerat ca o specie polimorfă de amploare.
Datorită unei game atât de largi de variații, s-a sugerat că H. rudolfensis și H. habilis ar trebui considerate soiuri timpurii de H. erectus. Primitivul H. e. georgicus din Dmanisi, Georgia are cea mai mică capacitate cerebrală dintre toți hominzii cunoscuți din Pleistocen (aproximativ 600 cm3), iar includerea sa în specie ar extinde foarte mult gama de variație a H. erectus pentru a include probabil specii precum H. rudolfensis, H. gautengensis, H. ergaster și poate H. habilis. Un studiu din 2015 a sugerat că H. georgicus reprezintă o specie mai timpurie, mai primitivă de Homo derivată dintr-o dispersie mai veche de hominini din Africa, probabil cu H. ergaster/erectus derivând dintr-o dispersie ulterioară. H. georgicus nu este uneori nici măcar considerat ca H. erectus.
Într-un sens mai larg, H. erectus a fost în mare parte înlocuit de H. heidelbergensis cu aproximativ 300.000 de ani în urmă, cu o posibilă supraviețuire târzie a H. erectus soloensis în Java, estimată la 117.000-108.000 de ani.

### Descendenți și sinonime

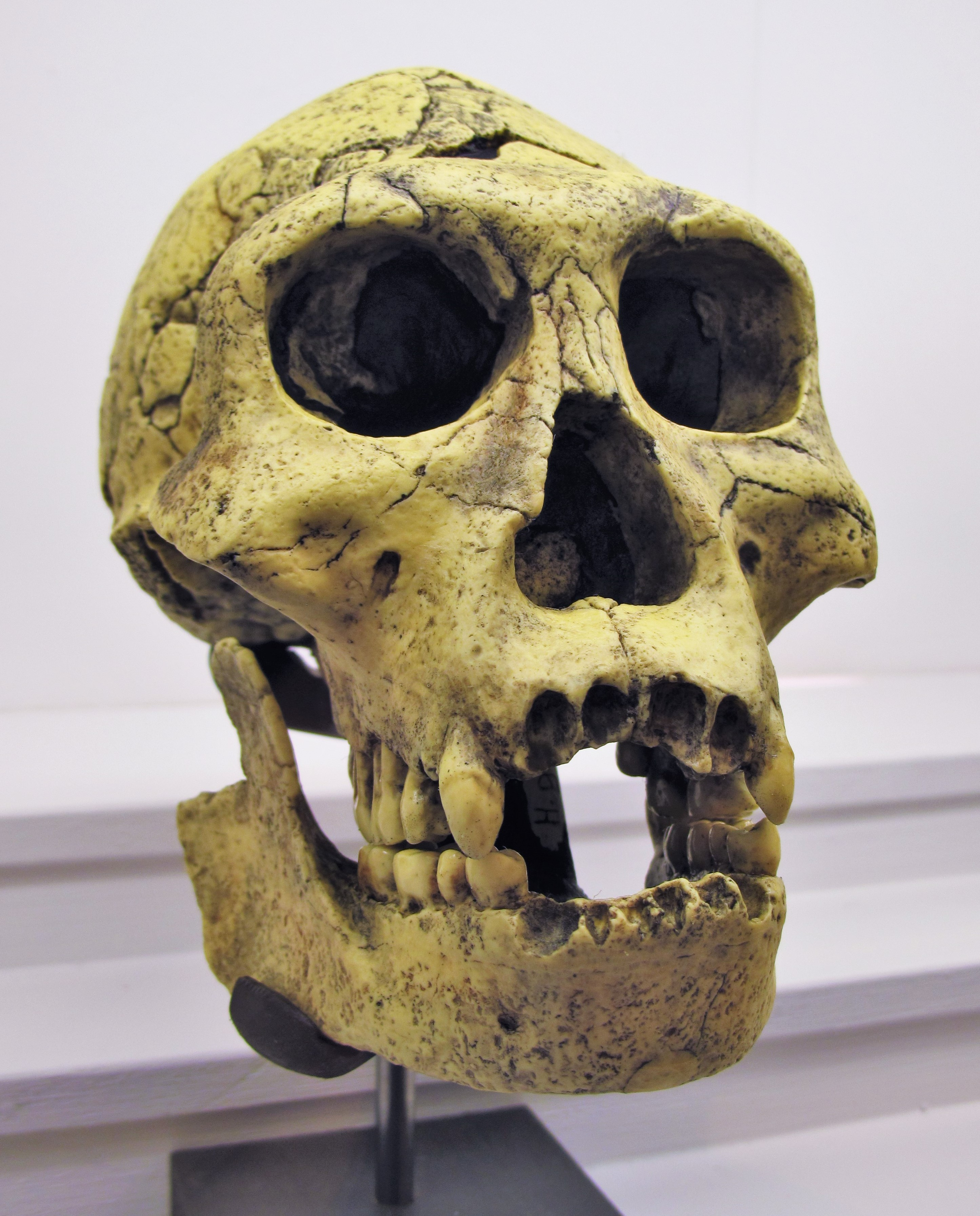
Replica craniului Dmanisi 3, Georgia

Homo erectus este cea mai longevivă specie de Homo, care a supraviețuit aproape două milioane de ani. Prin contrast, Homo sapiens a apărut acum  aproximativ 300.000 de ani în urmă.
În ceea ce privește mulți oameni arhaici, nu există un consens clar cu privire la faptul dacă acestea ar trebui clasificate ca subspecii de H. erectus sau H. sapiens sau ca specii separate.
- Candidați africani H. erectus
  - Homo ergaster ("African H. erectus")
  - Homo naledi (sau H. e. naledi)
- Candidați eurasiani H. erectus:
  - Homo antecessor (sau H. e. antecessor)
  - Homo heidelbergensis (sau H. e. heidelbergensis)
  - Homo cepranensis (sau H. e. cepranensis)
- Homo floresiensis[32]
- Candidați Homo sapiens
  - Homo neanderthalensis (sau H. s. neanderthalensis)
  - Homo denisova (sau H. s. denisova sau Homo sp. Altai și Homo sapiens subsp. Denisova)
  - Homo rhodesiensis (sau H. s. rhodensis)
  - Homo heidelbergensis (sau H. s. heidelbergensis)
  - Homo sapiens idaltu
  - fosila Narmada descoperită în 1982 în Madhya Pradesh, India, a fost sugerată la început ca H. erectus (Homo erectus narmadensis) însă mai târziu recunoscută ca H. sapiens.[33]

Unele soiuri târzii de H. erectus s-ar putea să fi suferit o introgresiune în denisovani, care ulterior au suferit o introgresiune în H. sapiens. Totuși, este convențional să etichetăm oamenii arhaici europeni ca fiind H. heidelbergensis, predecesorul imediat al Neanderthalienilor.
Meganthropus, bazat pe fosile găsite în Java, datat 1,4-0,9 milioane de ani, a fost grupat provizoriu cu H. erectus, spre deosebire de interpretările anterioare ale acestuia ca specie gigantică a omului timpuriu  deși literatura mai veche a plasat cu totul fosilele în afara genului Homo. Zanolli și colab. (2019) au considerat că Meganthropus este un gen distinct de maimuță dispărută.

## Anatomie

### Cap

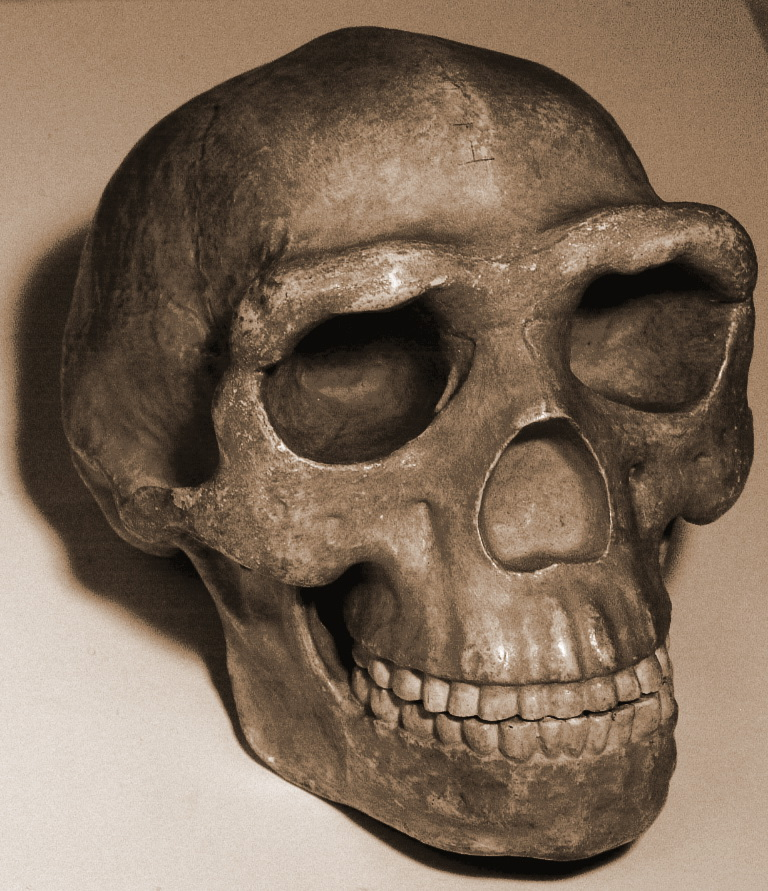
Craniu de H. e. pekinensis care prezintă o față plană, o creastă pronunțată a frunții și o chilă sagitală (îngroșare a oaselor)

H. erectus avea o față plată, comparativ cu homininele anterioare, arcade proeminente și o cutie craniană mai mică și mai plată. Prezența chilelor sagitale frontale și coronale, care sunt mici creste care rulează de-a lungul liniilor de sutură ale craniului, a fost propusă ca dovadă a îngroșării semnificative a craniului, în special a bolții craniene. Analiza tomodensitometrică a dezvăluitcă nu este adevărat. Cu toate acestea, partea scuamoasă a osului occipital, în special creasta occipitală internă, în partea din spate a craniului este în mod semnificativ mai groasă decât cea a oamenilor moderni, probabil o trăsătură primitivă (ancestrală). Registrul fosil indică faptul că H. erectus a fost prima specie umană care a prezentat un nas proeminent, despre care se crede că a evoluat ca răspuns la respirația aerului uscat pentru a păstra umezeala. Psihologul american Lucia Jacobs a emis ipoteza că nasul proeminent permite să distingă direcția din care provin diferitele mirosuri (olfacție stereo) pentru a facilita navigația și migrația pe distanțe lungi.
Dimensiunea medie a creierului H. erectus asiatic este de aproximativ 1.000 cm3. Cu toate acestea, exemplare semnificativ mai mici au fost găsite în Dmanisi, Georgia (H. e. georgicus), Koobi Fora și Olorgesailie, Kenya, și, posibil, Gona, Etiopia. În general, dimensiunea creierului H. erectus variază de la 546 la 1.251 cm3.
Din punct de vedere dentar, H. erectus are cel mai subțire smalț dintre toate homininele din Plio-Pleistocen. Mandibula lui H. erectus, la fel ca toate celelalte specii timpurii ale genului Homo, este mai groasă decât la oamenii moderni.  Corpul mandibular rezistă la torsiune din cauza forței mușcăturii sau a mestecării, ceea ce înseamnă că fălcile lor ar putea produce forțe neobișnuit de puternice în timp ce mănâncă, dar aplicația practică a acestui lucru este neclară. Totuși, corpul mandibular a lui H. erectus este oarecum mai subțire decât cea a hominizilor anteriori. Premolarii și molarii au o frecvență mai mare a gropilor decât la H. habilis sugerând că H. erectus a consumat alimente mai sfărmicioase (care cauzează gropi). Toate acestea indică faptul că gura lui H. erectus a fost mai puțin capabilă să proceseze hrană dură, reducând astfel varietatea de hranăpe care ar putea să o proceseze, probabil ca răspuns la utilizarea uneltelor.

### Corp

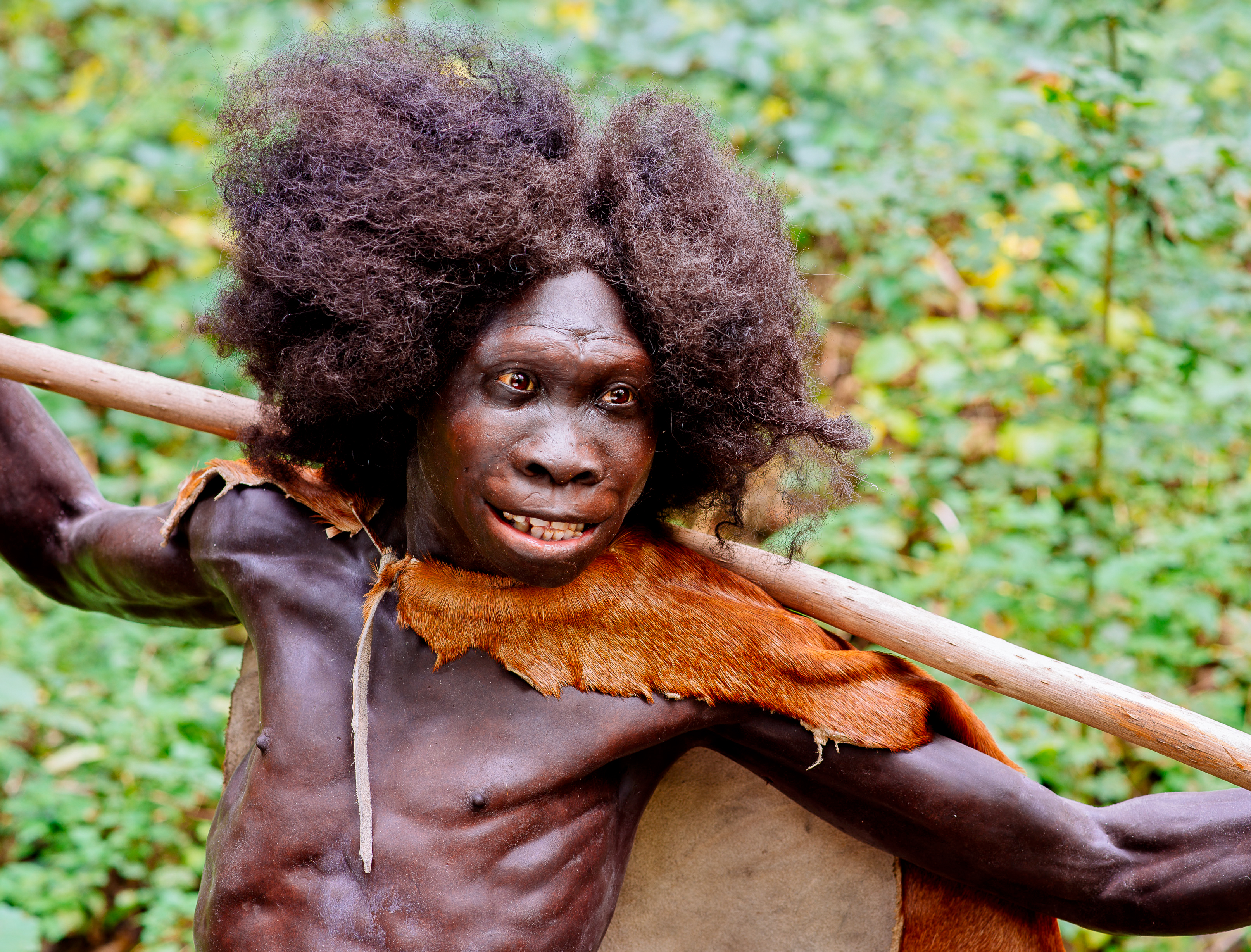
Reconstrucția băiatului Turkana la Muzeul Neanderthal

La fel ca oamenii moderni, H. erectus a variat foarte mult ca dimensiune, de la 146–185 cm în înălțime și 40–68 kg în greutate, aceste variații considerate a fi cauzate de diferențele regionale de climă, ratele de mortalitate și nutriție. La fel ca oamenii moderni și spre deosebire de alte maimuțe mari, nu pare să fi existat o diferență mare între bărbați și femei H. erectus (dimorfism sexual specific mărimii), deși nu există prea multe date fosile cu privire la acest lucru. Dacă H. erectus nu a prezentat dimorfism sexual, atunci este posibil să fi fost primii din linia umană cu această caracteristică, deși fragmentarea registrului fosil pentru speciile anterioare face acest lucru neclar. Dacă a prezentat dimorfism sexual, atunci a existat o creștere substanțială și bruscă a înălțimii femeilor.
H. erectus avea aproximativ aceleași configurații și proporții ale membrelor ca și oamenii moderni, ceea ce implică locomoție asemănătoare omului. Urmele de H. erectus lângă Ileret, Kenya, indică și un mers uman. Un umăr asemănător omului sugerează o capacitate de aruncare cu viteză mare. Inițial s-a crezut că băiatul Turkana avea 6 vertebre lombare în loc de cele 5 observate la oamenii moderni și 11 în loc de 12 vertebre toracice, dar acest lucru a fost revizuit iar specimenul este considerat acum că a prezentat o curbură a colanei vertebrale asemănătoare omului și același număr de vertebre.
Este în mare parte neclar când strămoșii umani și-au pierdut cea mai mare parte a părului de pe corp. Analiza genetică sugerează că activitatea ridicată în receptorul melanocortinei 1, care ar produce pielea închisă la culoare, datează de acum 1,2 milioane de ani. Acest lucru ar putea indica evoluția lipsei de păr în această perioadă, deoarece lipsa părului ar fi lăsat pielea expusă la radiații UV dăunătoare.  Este posibil ca pielea expusă să fi fost neadaptată numai în Pleistocen, deoarece înclinarea crescândă a axei Pământului (care a provocat și epocile glaciare) ar fi sporit bombardamentul cu radiații solare. Aceasta ar însemna că primele fără păr corporal au fost australopitecinele. Totuși, australopitecinele par să fi trăit la altitudini mult mai mari, mult mai reci – de obicei 1.000-1.600 m  unde temperatura nocturnă poate scădea la 10 sau 5 °C – deci s-ar putea să fi avut nevoie de păr pentru a rămâne calde, spre deosebire de Homo timpuriu care a locuit la înălțimi mai mici și mai calde.  Populațiile la latitudinile mai mari au dezvoltat potențial o piele mai deschisa pentru a preveni deficiența de vitamina D. Un specimen de H. erectus de 500.000-300.000 de ani din Turcia a fost diagnosticat cu cel mai vechi caz cunoscut de meningită tuberculoasă, care este de obicei exacerbată la persoanele cu pielea închisă la culoare care trăiesc în latitudini mai mari, din cauza deficitului de vitamina D. În general, se consideră că lipsa de păr a facilitat transpirația, dar sunt luate în considerare și reducerea încărcăturii de paraziți și a selecției sexuale.

## Cultură

### Structura socială

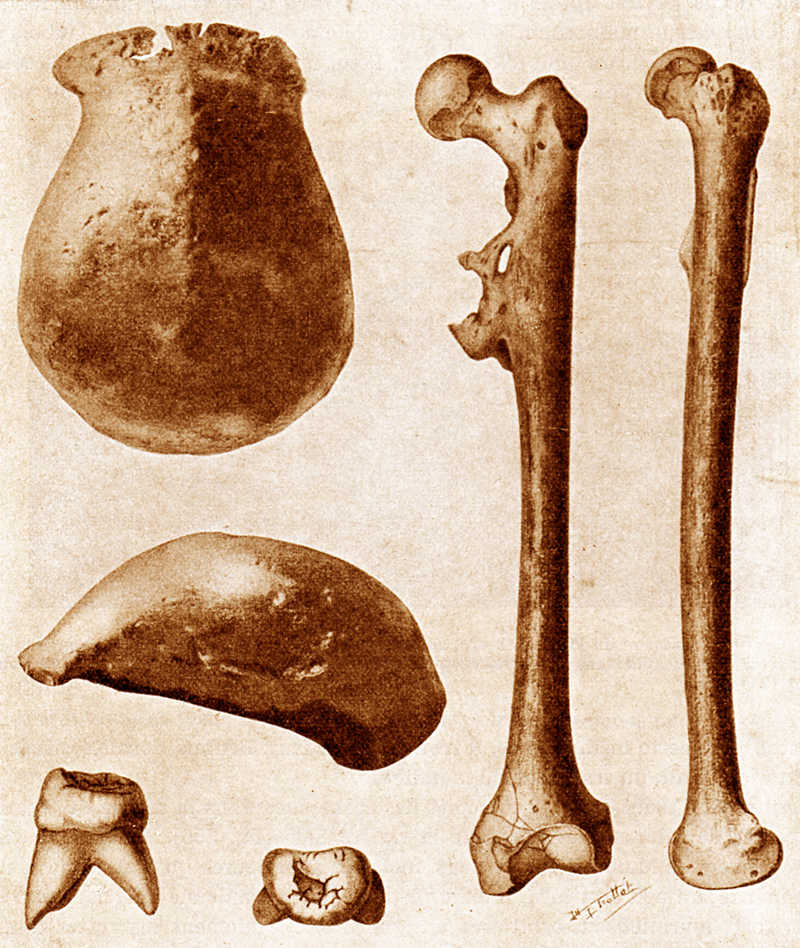
Fosile originale ale Pithecanthropus erectus (astăzi Homo erectus) descoperite în Java, Indonezia, în 1891.

Singurele dovezi fosile cu privire la compoziția grupului H. erectus provin din 4 situri de lângă Ileret, Kenya, unde au fost găsite 97 de urme e acum 1,5 milioane de ani lăsate probabil de un grup de cel puțin 20 de persoane. Pe baza dimensiunilor urmelor, ar fi putut fi un grup complet masculin, ceea ce ar putea indica faptul că erau un grup specializat de sarcini, cum ar fi o vânătoare sau o patrulă de teritoriu. Dacă este așa, acest lucru ar indica și diviziunea sexuală a muncii, care distinge societățile umane de cele ale altor maimuțe mari.
Pe baza compoziției și comportamentului modern al cimpanzeilor de savană și al babuinilor, H. e. ergaster ar fi putut trăi în grupuri mari, cu mai mulți masculi, pentru a se apăra împotriva prădătorilor mari de savane în mediul deschis și expus. Totuși, modelele de dispersie indică faptul că H. erectus a evitat în general zonele cu densitate mare de carnivore. Este posibil ca legăturile dintre masculi-masculi și relațiile masculi-femele să fi fost aspecte sociale importante.
Deoarece copiii H. erectus au avut rate de creștere a creierului mai mari, H. erectus probabil nu a prezentat același grad de investiții materne sau comportamente de creștere a copilului ca oamenii moderni.
Se crede că bărbații și femeile H. erectus aveau aproximativ aceeași dimensiune în comparație cu alte maimuțe mari (prezintă dimorfism sexual mai puțin specific pentru dimensiune). Și atunci se presupune că au trăit într-o societate monogamă, deoarece dimorfismul sexual redus la primate este de obicei corelat cu acest sistem de împerechere. Cu toate acestea, nu este clar dacă H. erectus a prezentat de fapt rate umane de dimorfism sexual.

### Hrană
Creșterea dimensiunii creierului este adesea direct asociată cu o dietă bazată pe carne și cu un aport caloric mai mare. Siturile H. erectus sunt frecvent asociate cu vânat de dimensiuni medii și mari, și anume elefanți, rinoceri, hipopotami, bovine și mistreți. 

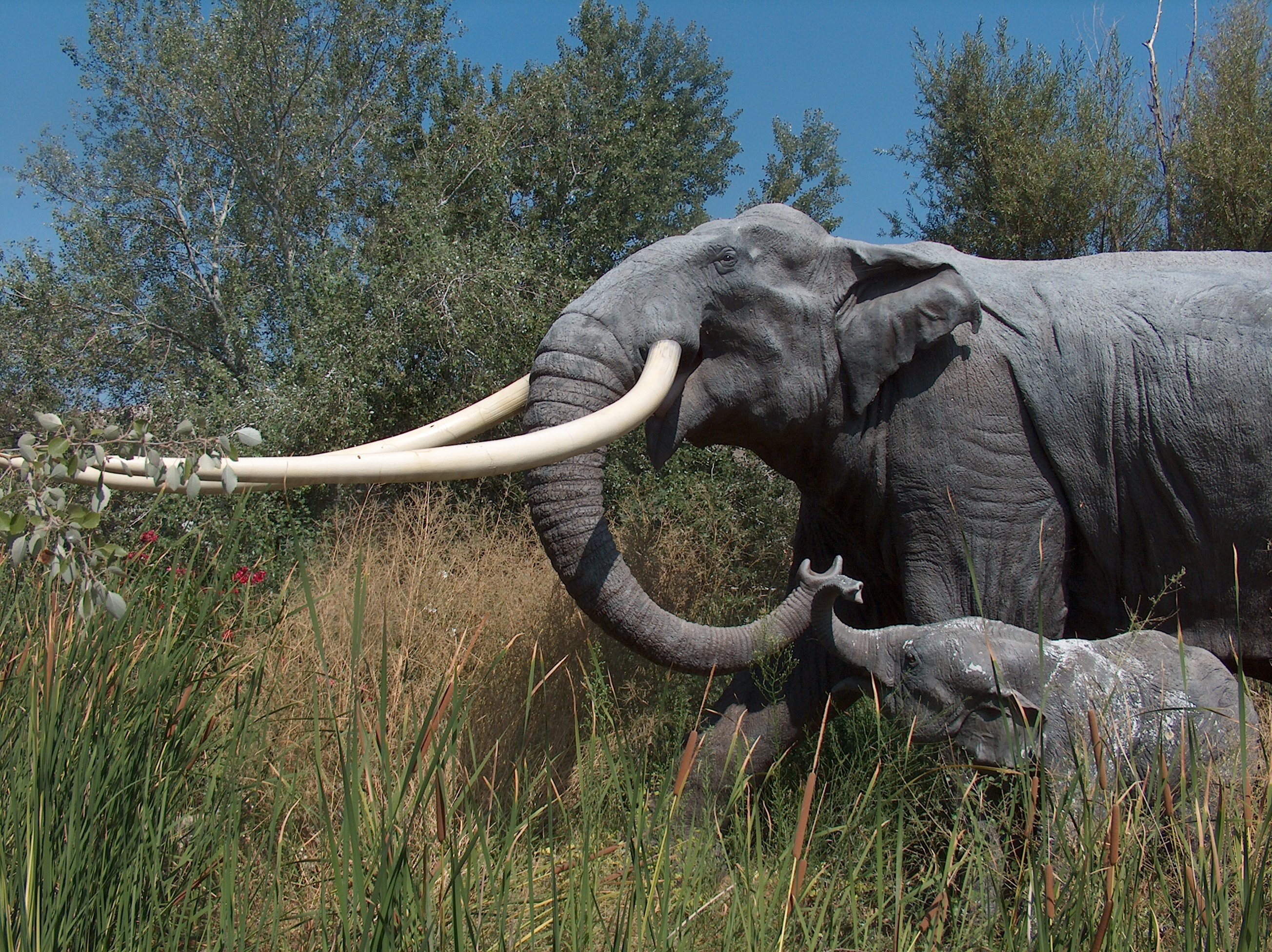
H. erectus mânca în principal vânat mare, cum ar fi elefantul cu colți drepți dispărut acum 30.000 de ani

H. erectus a fost găsit lângă resturi considerabile, arătând potențial spre împărțirea hranei sau conservarea pe termen lung a hranei (cum ar fi prin uscare). Este posibil ca H. erectus să fi devenit  destul de dependent de carnea animalelor mari, iar dispariția lui H. erectus din Levant să fie corelată cu dispariția elefantului cu colți drepți. Totuși, hrana lui H. erectus a variat în funcție de zonă. De exemplu, în  situl Gesher Benot Ya‘aqov din Israel datat la o vechime de 780.000 de ani, locuitorii săi au mâncat 55 de tipuri diferite de fructe, legume, semințe, nuci și tuberculi și se pare că au folosit foc pentru a prăji anumite materiale vegetale care altfel ar fi fost necomestibile. Au consumat, de asemenea, amfibieni, reptile, păsări, nevertebrate acvatice și terestre, pe lângă vietățile mari obișnuite, cum ar fi elefantul și cerbul lopătar. La situl de pe malul Lacului Turkana, Kenya, datat la o vechime de 1,95 milioane de ani, locuitorii săi au mâncat (alături de obițnuitele bovine, hipopotami și rinoceri) creaturi acvatice, cum ar fi țestoase, crocodili și somn. La situl Trinil din Java, datat la o vechime de 1,5 milioane de ani, H. erectus cel mai probabil a adunat pești și crustacee.
Din punct de vedere dentar, gura lui H. erectus nu era la fel de versatilă ca cele ale speciilor anterioare. Pentru procesarea hranei tari  H. erectus a folosit uneltele, afectând astfel aparatul de mestecat, iar această combinație poate avea în schimb o flexibilitate alimentară crescută (deși acest lucru nu echivalează cu o dietă foarte variată). O astfel de versatilitate ar fi permis lui H. erectus să locuiască într-o serie de medii diferite și să migreze dincolo de Africa.
În 1999, antropologul britanic Richard Wrangham a propus „ipoteza gătitului”, care afirmă că H. erectus provine din H. habilis explicând dublarea rapidă a dimensiunii creierului între aceste două specii în doar 500.000 de ani și apariția bruscă a planului tipic al corpului uman prin utilizarea focului și a hranei gătite. Gătitul face proteinele mai ușor digerabile, grăbește absorbția nutrienților și distruge agenții patogeni care provin din alimente. Grație preparării hranei, sistemul nostru digestiv reprezintă doar 10% din metabolismul de bază permițând ca surplusul de energie să fie direcționat către creier, ajutând la creșterea dimensiunii acestuia. Cu toate acestea, registrul fosil nu asociază apariția lui H. erectus cu utilizarea focului și nici cu o descoperire tehnologică în acest sens, iar gătitul probabil nu a devenit o practică obișnuită decât după 400.000 de ani.

### Tehnologie
Unelte
H. erectus este creditat cu inventarea uneltelor de piatră aparținând culturii Acheulene, care a succedat culturii Oldowan, și a fost primul care a realizat așchii litice mai mari de 10 cm și topoare de mână (care includ unelte bifaciale cu doar 2 fețe). Deși mai mari și mai grele, aceste topoare de mână aveau muchii mai ascuțite și cizelate. Acestea erau probabil unelte multifuncționale, utilizate în diverse activități, cum ar fi tăierea cărnii, a lemnului sau a plantelor comestibile. În 1979, paleontologul american Thomas Wynn a declarat că tehnologia Acheuleană necesita inteligență operațională (previziune și planificare), fiind semnificativ mai complexă decât tehnologia Oldowan, care includea forme nestandardizate litice. Pe baza acestui fapt, el a concluzionat că nu există o diferență semnificativă de inteligență între H. erectus și oamenii moderni și că, în ultimii 300.000 de ani, creșterea inteligenței nu a fost un factor de influență major al evoluției culturale. Cu toate acestea, un specimen de H. erectus în vârstă de 1 an arată că acestei specii îi lipsea o copilărie extinsă necesară pentru o dezvoltare cerebrală mai mare, indicând capacități cognitive mai scăzute.
Cea mai veche înregistrare de tehnologie achueleană provine din Turkana de Vest, Kenya, de acum  1,76 milioane de ani în urmă. Liticul Oldowan este, de asemenea, cunoscut din sit, iar cele două tehnologii păreau să coexiste de ceva timp. Cele mai vechi înregistrări ale tehnologiei achueliene în afara Africii nu depășesc 1 milion de ani, indicând faptul că s-a răspândit doar după o dispersie secundară a H. erectus în afara Africii.
Foc
H. erectus este creditat ca primul strămoș uman care a folosit focul, deși momentul acestei invenții este dezbătut în principal deoarece focurile în câmp deschis sunt foarte rare și foarte slab conservate pe perioade lungi de timp. Cele mai vechi locuri cu urme de foc se găsesc în Kenya, la Koobi Fora  și în Formația Chemoigut cu o vechime de până la 1,5 milioane de ani, și în Africa de Sud, Peștera Wonderwerk, cu o vechime de 1,7 milioane de ani. Domesticirea focului este pusă la îndoială în aceste cazuri, se crede că mai degrabă ar fi vorba de cazuri de utilizare a focului natural; H. erecus a transportat pur și simplu în peșteri și a menținut focul natual pentru perioade lungi de timp sau doar sporadic, atunci când a apărut ocazia.
Focul devine mult mai abundent în evidența arheologică începând cu acum 400.000-300.000 de ani în urmă, inclusiv în întreaga Lume Veche, ceea ce poate fi explicat deoarece unele progrese în tehnicile de gestionare a focului au avut loc în această perioadă sau strămoșii umani au folosit oportunist focul până la această dată. Este posibil ca pornirea focului să fi fost inventată și pierdută și reinventată de mai multe ori și independent de diferite comunități, mai degrabă decât să fie inventată într-un singur loc și răspândită în întreaga lume. Cele mai vechi dovezi ale vetrelor provin de la Gesher Benot Ya'aqov, Israel, în urmă cu peste 700.000 de ani, unde focul este înregistrat în mai multe straturi într-o zonă apropiată de apă, ambele nefiind caracteristice incendiilor naturale.
Iluminarea artificială ar fi putut duce la creșterea numărului de ore de veghe – oamenii moderni au o perioadă de veghe de aproximativ 16 ore, în timp ce alte maimuțe sunt în general treze de la răsărit  până la apus – și aceste ore suplimentare au fost probabil folosite pentru socializare. Din această cauză, utilizarea focului este probabil legată și de originea limbajului. Este posibil ca iluminarea artificială să fi făcut posibil dormitul pe sol în locul copacilor, reușind să țină la distanță prădătorii.
În Europa, cea mai veche vatră, cea de la Přezletice din Republica Cehă datează de 700.000 de ani, iar cea de la Menez Dregan din Bretania și cea de la Vértesszőlős, Ungaria de 450.000 de ani.

### Artă și ritualuri
O cochilie gravată cu marcaje geometrice ar putea fi o dovadă a celei mai vechi lucrări de artă, datând de acum 546.000–436.0000 de ani. Capacitățile de a crea artă ar putea fi considerate dovezi ale gândirii simbolice, care este asociată cu cunoașterea și comportamentul modern. În 1976, arheologul american Alexander Marshack a afirmat că liniile gravate pe o coastă de bou, asociate cu perioada acheuleană, găsite la Pech de l'Azé, Franța, sunt similare cu un desen șerpuit găsit în arta rupestră modernă a Paleoliticului superior.
„Venus din Tan-Tan” și „Venus din Berekhat Ram” din Pleistocenul mijlociu sunt creditate ca fiind create de H. erectus pentru a semăna cu o formă umană. Acestea au fost formate în mare parte de intemperii naturale, dar ușor modificate pentru a sugera linia părului, brațele și ochii. Prima are urme de pigmenți pe partea din față, indicând o posibilă colorare.
H. erectus a fost cel mai vechi om care a colectat intenționat pigmenți de culoare roșie, și anume ocru, consemnat încă din Pleistocenul mijlociu. Colecția de ocru ar putea indica faptul că H. erectus a fost cel mai timpuriu om care a manifestat un sentiment de estetică și a gândit dincolo de simpla supraviețuire. Se presupune că speciile umane ulterioare au folosit ocru ca vopsea pentru corp, dar în cazul lui H. erectus se contestă că vopseaua pentru corp a fost folosită atât de devreme. În general, ocru este mult mai răspândit în siturile paleolitice mijlocii și superioare atribuite Neandertalienilor și H. sapiens.
În 1935, antropologul german Franz Weidenreich a speculat că locuitorii sitului chinezesc Zhoukoudian erau membri ai Cultului craniului paleolitic inferior, deoarece craniile prezentau lovituri fatale la cap (în special gaura occipitală de la baza craniului) și faptul că aspectele faciale în general nu erau păstrate. El credea că locuitorii erau vânători de capete care spărgeau craniile și mâncau creierul victimelor. Totuși, animalele și forțele naturale, cum ar fi inundațiile, pot provoca, de asemenea, același tip de daune craniilor și nu există suficiente dovezi care să sugereze vânătoarea de oameni sau canibalismul.